# 네트워크 (1976년 영화)
《네트워크》(영어: Network)는 1976년에 개봉한 미국의 풍자 블랙 코미디 드라마 영화이다. 시드니 루멧이 연출하고, 페이 더너웨이, 윌리엄 홀든, 피터 핀치, 로버트 듀발 등이 출연하였다. 1977년에 사망한 핀치의 마지막 극장용 영화 출연작이다.
1977년 제49회 아카데미상에서 각본상(패디 차이에프스키), 남우 주연상(핀치), 여우 주연상(더너웨이), 여우 조연상(비어트리스 스트레이트)을 수상했다.
2000년 미국 의회 도서관에 의해 “문화적으로, 역사적으로, 미적으로 중요함”을 인정받아 미국 국립 영화 등기부에 선정, 등재되었다.

## 줄거리
1975년 9월 주요 텔레비전 방송사인 UBS(Union Broadcasting System, 연합 방송) 저녁 뉴스 프로그램을 오랜 기간 맡아온 앵커 하워드 빌은 친구인 보도국장 맥스 슈매커를 통해 프로그램 시청률 하락 때문에 2주 뒤 자신이 해고될 예정이라는 사실을 알게 된다. 다음 날 밤 생방송에서 빌은 다음 주 화요일 방송 중에 자살하겠다고 발표한다. UBS는 즉시 빌을 해고하려 하지만 슈매커가 개입해 빌이 품위 있는 마무리를 할 수 있게 배려한다. 빌은 갑작스레 감정을 분출했던 일을 시청자들에게 사과하겠다고 약속한다.
그러나 막상 방송이 시작되자 빌은 삶은 “헛소리”라며 화풀이를 쏟아낸다. 빌의 격렬한 분노 표출 덕분에 시청률이 급증하자 UBS 중역들은 상황을 악용하기로 결정하고, 슈매커는 아연실색한다. 빌의 시청률이 곧 최고점을 찍자 방송 편성 책임자 다이애나 크리스턴슨이 슈매커에게 빌의 쇼를 “개발”하는 데 도움을 주겠다고 제안한다. 그는 이 전문적인 제안은 거절하지만 그녀가 개인적으로 내놓는 의견은 받아들인다. 두 사람은 불륜을 시작한다.
슈매커가 빌의 이 “성난 남자” 형식을 종료하기로 결정하자 크리스턴슨은 자신이 쇼를 맡아 발전시킬 생각에서 상사인 프랭크 해킷을 설득하여 빌의 저녁 뉴스 쇼를 예능 부서에 배치하게 한다. 해킷은 UBS 경영진을 협박해 이 결정에 동의하게 만들고 슈매커를 해고한다.
빌은 경제 불황, 치안 악화, 인플레이션 등을 향해 통렬한 비난을 쏟아내고, 시청자들이 창밖에 대고 “난 죽도록 화났고 더는 참지 않을 거야!”라고 외치게 하여 나라 전체에 활기를 불어넣는다. 빌은 곧 “방송가의 미치광이 예언자”라는 윗줄 소개 문구가 달린 새 프로그램 〈더 하워드 빌 쇼〉의 사회를 보게 된다. 이 쇼는 텔레비전 방송에서 가장 높은 시청률을 보이는 프로그램이 된다. 슈매커는 크리스턴슨을 택하면서 25년 이상 함께한 아내와 헤어진다.
새로운 히트작을 찾고 있던 크리스턴슨은 다가오는 가을 시즌에 ELA(Ecumenical Liberation Army, 세계 보편 해방군)라는 극단주의 테러리스트 집단과 새 다큐드라마 시리즈인 〈더 마오쩌둥 아워〉(The Mao Tse-Tung Hour)를 제작하기로 계약을 체결한다. 미국 공산당 대표 로린 홉스는 “미국 대중이 아직 공개적인 반란을 일으킬 준비가 되지 않았고” ELA가 미국의 좌파에 해를 끼칠 것이라고 믿고 있으며, 폭력적인 테러리즘 조장을 우려한다. 그럼에도 홉스는 크리스턴슨과 ELA 사이에서 중간 연락책 역할을 하기로 한다.
빌은 UBS의 모기업인 CCA(Communications Corporation of America, 미국 정보 통신 회사)가 더 큰 사우디아라비아 대기업에 인수될 예정임을 알게 되자 방송에서 이 거래를 반대하는 장광설을 퍼붓고, 시청자들에게 이를 중단하게 압박하는 전보를 백악관에 보내도록 촉구한다. 부채 부담으로 인해 합병이 생존에 필수적인 UBS는 당황한다. CCA 회장 아서 젠슨은 빌과 자리를 갖고 국제 경제 관여자들의 상호 관련성을 설명하고, 국적 구별은 본질적으로 환상에 불과하다고 말한다. 젠슨은 빌에게 기존 대중주의 메시지를 포기하고 젠슨 본인의 이익에 부합하는 친자본주의, 세계 통합주의 “복음”을 전파하라고 설득한다.
일에 광신적으로 헌신하며 마음 속의 공허를 해결하지 못하는 크리스턴슨은 슈매커와 궁극적으로 멀어진다. 슈매커는 크리스턴슨에게 계속 이런 식으로 하다가는 자멸할 것이라고 경고한다. 시청자들은 사회의 비인간화에 대한 빌의 새로운 설교를 우울하게 여긴다. 이에 시청률이 하락하기 시작하지만 홉스의 광고 수익 손실 항의에도 불구하고 젠슨은 UBS가 빌을 해고하는 것을 허용하지 않는다.
크리스턴슨, 해킷 및 여타 경영진은 ELA를 고용해 생방송 중에 빌을 암살하기로 결정한다. 그 결과 빌이 기관총에 당해 〈더 하워드 빌 쇼〉가 종료되고, 〈더 마오쩌둥 아워〉의 두 번째 시즌이 시작된다. 빌의 사망 보도 영상이 재생되는 가운데 “여기까지 하워드 빌의 사연이었습니다. 그는 형편없는 시청률을 받았기 때문에 살해된 첫 번째 사례입니다”라는 해설 음성이 흐른다.

## 출연진
- 페이 더너웨이 - 다이애나 크리스턴슨 역
- 윌리엄 홀든 - 맥스 슈매커 역
- 피터 핀치 - 하워드 빌 역
- 로버트 듀발 - 프랭크 해킷 역
- 웨슬리 애디 - 넬슨 체이니 역
- 네드 베이티 - 아서 젠슨 역
- 조던 차니 - 해리 헌터 역
- 컨차타 페럴 - 바버라 슐레진저 역
- 대릴 히크먼 - 빌 헤런 역
- 윌리엄 프린스 - 애드워드 조지 러디 역
- 비어트리스 스트레이트 - 루이즈 슈매커 역
- 말린 워필드 - 로린 홉스 역
- 아서 버가트 - 더 그레이트 아메드 칸 역
- 신디 그로버 - 캐럴라인 슈매커 역
- 레인 스미스 - 로버트 맥도너 역
- 랜스 헨릭슨 - 방송국 변호사 역 (크레디트 미기재)
- 리 리처드슨 - 해설

## 수상
| 연도 | 상                | 부문        | 수상자                | 결과 | 출처  |
| ---- | ----------------- | ----------- | --------------------- | ---- | ----- |
| 1977 | 제49회 아카데미상 | 작품상      | 하워드 곳프리드       | 후보 | [ 8 ] |
| 1977 | 제49회 아카데미상 | 감독상      | 시드니 루멧           | 후보 | [ 8 ] |
| 1977 | 제49회 아카데미상 | 남우 주연상 | 피터 핀치             | 수상 | [ 8 ] |
| 1977 | 제49회 아카데미상 | 남우 주연상 | 윌리엄 홀든           | 후보 | [ 8 ] |
| 1977 | 제49회 아카데미상 | 여우 주연상 | 페이 더너웨이         | 수상 | [ 8 ] |
| 1977 | 제49회 아카데미상 | 남우 조연상 | 네드 베이티           | 후보 | [ 8 ] |
| 1977 | 제49회 아카데미상 | 여우 조연상 | 비어트리스 스트레이트 | 수상 | [ 8 ] |
| 1977 | 제49회 아카데미상 | 각본상      | 패디 차이에프스키     | 수상 | [ 8 ] |
| 1977 | 제49회 아카데미상 | 촬영상      | 오언 로이즈먼         | 후보 | [ 8 ] |
| 1977 | 제49회 아카데미상 | 편집상      | 앨런 하임             | 후보 | [ 8 ] |

## 우리말 녹음
MBC 성우진 (1981년 12월 2일)